# منتخب بولندا لكرة السلة
منتخب بولندا الوطني لكرة السلة (بالبولندية: Reprezentacja Polski w koszykówce mężczyzn)‏ هو ممثل بولندا الرسمي في المنافسات الدولية في كرة السلة . تأسس في 1934.